# Letecký útok na Plzeň 16. prosince 1944
Letecký útok na Plzeň 16. prosince 1944 byla operace amerických vzdušných sil (USAAF) na konci roku 1944, v průběhu druhé světové války. Při denním náletu bombardérů USAAF na západočeské město Plzeň měly být především poškozeny Škodovy závody, což se nepodařilo.

## Pozadí
Plzeňské Škodovy závody, od začátku okupace součást koncernu strojíren Reichswerke Hermann Göring, byly pro nacistické Německo velmi důležité, neboť byly jednou z největších zbrojních továren v Evropě. Škodovka, velká strojírna, významný výrobce zbraní a lokomotiv, se stala cílem spojeneckých vzdušných útoků, neboť podle spojeneckých představ mělo její zničení zhoršit německé možnosti pokračovat ve válce, tedy ji zkrátit a ušetřit mnoho lidských životů. Na podzim 1944 musela Třetí říše odrážet na východu útok postupující Rudé armády, od jihu přes Itálii se přibližovaly americké a britské jednotky a po vylodění v Normandii v létě se otevřela západní fronta. Výkon zbrojního průmyslu byl pro německé velení důležitý a Albert Speer dokázal zvedat jeho produkci.

## Předchozí útoky
Britské Královské letectvo (RAF) se snažilo na Škodovy závody zaútočit od roku 1940. Poloha továrny v týlu nepřítele a tedy na hranici doletu bombardovacích letadel značně omezovala možnosti útoků. Úspěch nočních náletů komplikovala i náročná navigace, neznalost terénu české krajiny, přelet rozsáhlého nepřátelského území a německá protivzdušná obrana. S odstupem po náletu na Plzeň provedeném RAF v noci ze 13. na 14. května 1943 navázali Američané neúspěšným náletem 22. února 1944 v rámci operace Argument a v podzimním náletem 16. října 1944. Po dvou měsících se bombardéry objevily znovu.

## Letecký útok
15. letecká armáda USAAF vyslala z jihoitalských základen znovu bombardovací svaz o síle téměř 600 bombardérů B-17 Flying Fortress a B-24 Liberator na cíle v Rakousku a bývalém Československu. Plánovanými cíli byly v Rakousku chemička v Linci a seřaďovací nádraží v Innsbrucku a Villachu, v Čechách chemické závody u severočeského Záluží, kde se vyráběl syntetický benzín, a plzeňská Škodovka, navíc bylo určeno několik příležitostných rozptýlených cílů. Část z těchto letadel zamířilo k leteckému útoku na Ústí nad Labem. Nad Čechy provázely bombardéry stíhací letouny P-38 Lightning a P-51 Mustang.
Poplachová ústředna měla informace o možném nebezpečí již v 10.50, v 11.27 byla Škodovka evakuována a ve 11.37 byl vyhlášen vzdušný poplach, který trval do 13.58.
Bombardéry přilétly nad Plzeň několik minut po 13. hodině a naprosto minuly svůj hlavní cíl, když rozsáhlý výrobní areál Škodových podniků jedinkrát nezasáhly. Bomby dopadaly na rozsáhlé území od škodovácké zkušební střelnice u Bolevce po Doudlevce, na Bory, na vilovou čtvrť Bezovka, dělostřelecká kasárna, a nedaleké letiště na Borských polích.:230

## Následky a škody náletu
Při náletu přišlo o život 20 osob a 50 bylo zraněno. Pohřeb proběhl 20. prosince na ústředním hřbitově, ve stejné době však začal další nálet.:232 Sedm domů bylo zničeno, 22 domů bylo poškozeno těžce a poškození 520 domů bylo lehké, o náhradu škod požádalo 795 osob.
Záchranné práce i odstraňování následků náletu komplikovaly výbuchy časovaných pum, ať již pro nutnost evakuace okolí a dobu čekání na výbuch, tak pro samotné výbuchy.:230 Jedna z časovaných bomb vybuchla až o tři dny později a narušila vodovodní potrubí, což dočasně omezilo dodávky vody do jižní části Škodových závodů.

### Bolevec
Na testovací střelnici severně od Bolevce dopadlo šest bomb. Přímo byla zasažena hájovna Sofronka mezi Kamenným rybníkem a silnicí na Plasy, čímž byla zčásti zničena. Pumy poškodily i železniční trať na Žatec.

### Doudlevce
Bomby dopadaly na čtvrť okolo Doudlevecké třídy, přičemž areál plynárny na Doudlevecké byl zasažen čtyřmi bombami, jedna z nich neexplodovala. Poškození plynárny vedlo k přerušení zásobování plynem, což obyvatelům města komplikovalo běžný život a žáci se dočkali dřívějšího začátku vánočních prázdnin. Poškozena byla kanalizace v tehdejší Štěnovické ulici (od konce války Zborovské) a Elektrotechnická továrna v Doudlevcích, závod Škodovky, utrpěla lehká poškození, když tlakové vlny vyrazily některá okna a světlíky.

### Bezovka, Bory a Valcha
Vilová čtvrť Bezovka ležící západně od Klatovské třídy byla těžce postižena. Podle dopisu Ladislava Lábka napsaného několik dní po náletu byla v ulici V Bezovce zničena minimálně jedna vila, dvě z poloviny a mnoho dalších bylo poškozených.:230 Poškozen byl i Lábkův rodinný dům v Mánesově ulici, obzvláště výbuchem časované pumy před vilou Rudolfa Brunnera.:135, 230
Bomby dopadaly na domy jižně od tehdejšího Schillerova náměstí (dnes náměstí Míru). Tehdejší Vyšší průmyslová škola na rohu Klatovské třídy byla zasažena dvěma či třemi pumami, které zničily střechu a druhé poschodí. Zničená část školy nesloužila výuce, protože v ní sídlilo protiletecké velitelství Wehrmachtu. V oblasti Schillerova náměstí, Klatovské, Čechovy, Dvořákovy, Máchovy a Žitné (dnes Politických vězňů) je zaznamenáno poškození 27 domů, které patřily Škodovým závodům nebo dělnickým spolkům, o pravděpodobném poškození mnoho dalších v jiném vlastnictví záznamy schází. Z uvedených byly dva domy poškozené středně, u zbylých šlo o škody na oknech a dveřích, přičemž škody byly vyčísleny na necelých 400 tisíc korun.
Poškozeny byly vojenské objekty západně od Bezovky a Bor jako kasárna Luftwaffe či borské letiště, kde se vznítilo tankovací zařízení. Roztroušeně bomby dopadaly do okolí Valchy, kde poškodily železniční trať na Klatovy.

## Připomínka události

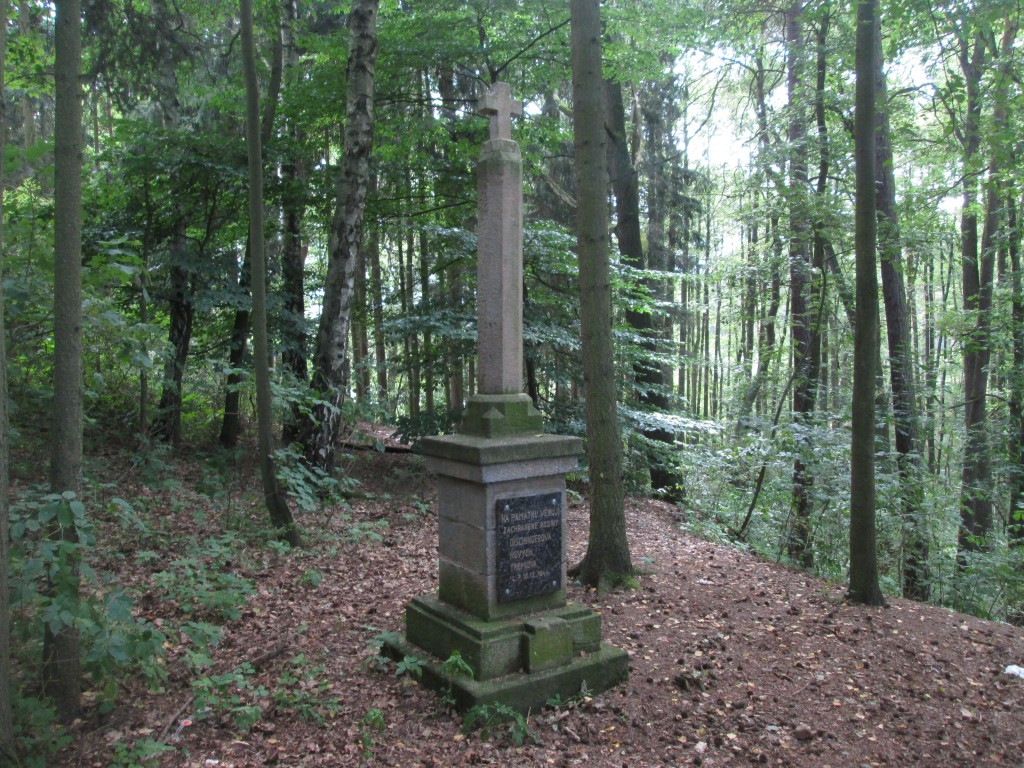
Pamětní kříž

Nálet připomíná kříž vztyčený jižně od hráze Kamenného rybníka zachráněnými rodinami Dischingerových, Nových a Trepkových, obyvatel zasažené hájovny Sofronka.